# Zürich Stadelhofen vasútállomás
Zürich Stadelhofen vasútállomás egy vasútállomás Zürichben, Svájcban. Fontos átszálló csomópont, naponta 135 ezer utas fordul meg itt. Az állomás az operaház közelében található, előtte lehetőség van a zürichi villamosra átszállni.
Az 1990-es években a spanyol építész, Santiago Calatrava tervei alapján újították fel.

## Vasútvonalak
Az állomást az alábbi vasútvonalak érintik:
- Zürich-Rapperswil-vasútvonal
- Zürichberglinie

## Képgaléria

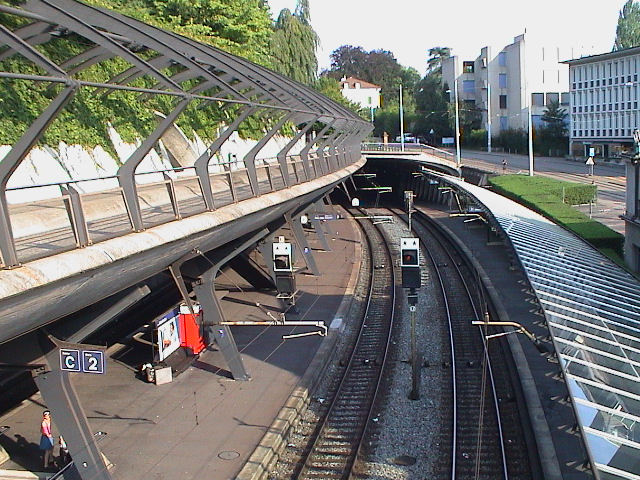
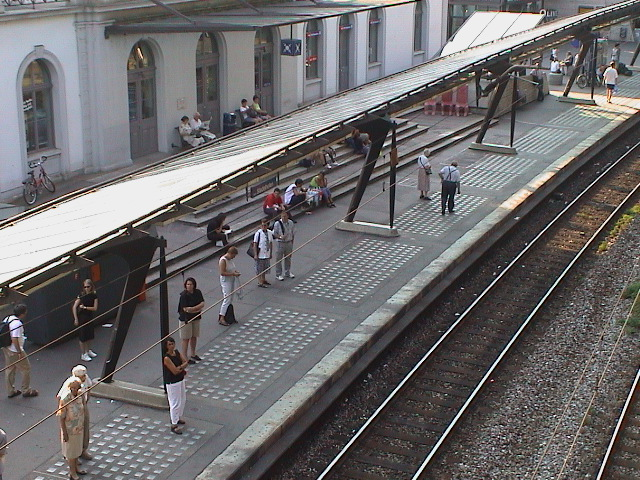
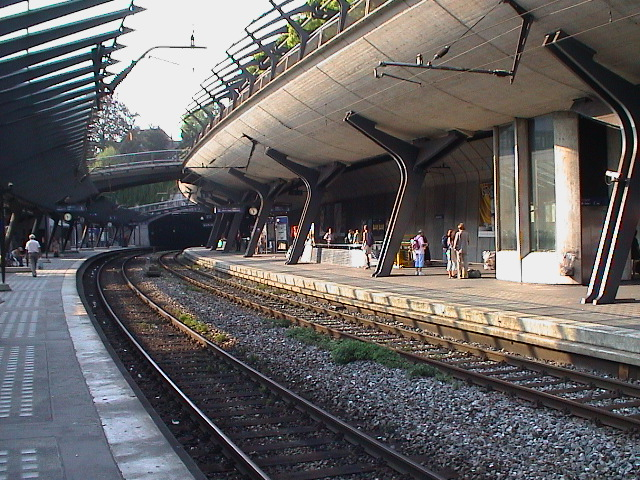